# Campeonato Europeo de Waterpolo Femenino de 2018
El XVII Campeonato Europeo de Waterpolo Femenino se celebró en Barcelona (España) entre el 14 y el 27 de julio de 2018 bajo la organización de la Liga Europea de Natación (LEN) y la Real Federación Española de Natación. Paralelamente se celebró el XXXIII Campeonato Europeo de Waterpolo Masculino.
Los partidos se realizaron en las Piscinas Bernat Picornell de la ciudad catalana. Compitieron en el evento 12 selecciones nacionales afiliadas a la LEN por el título europeo, cuyo anterior portador era el equipo de Hungría, ganador del Europeo de 2016.
La selección de Países Bajos conquistó el título europeo al vencer en la final al equipo de Grecia con un marcador de 6-4. El conjunto de España ganó la medalla de bronce en el partido por el tercer puesto contra el equipo de Hungría.

## Grupos
| Grupo A      | Grupo B  |
| ------------ | -------- |
| Croacia      | España   |
| Francia      | Alemania |
| Grecia       | Hungría  |
| Israel       | Rusia    |
| Italia       | Serbia   |
| Países Bajos | Turquía  |

## Primera fase
- Todos los partidos en la hora local de España (UTC+2).

Los primeros cuatro de cada grupo clasifican para los cuartos de final. Los equipos restantes juegan entre sí por los puestos 9 a 12.

### Grupo A
| Equipo       | J | G | E | P | GF | GC | DG  | PTS |
| ------------ | - | - | - | - | -- | -- | --- | --- |
| Países Bajos | 5 | 4 | 1 | 0 | 75 | 20 | +55 | 13  |
| Grecia       | 5 | 4 | 0 | 1 | 63 | 23 | +40 | 12  |
| Italia       | 5 | 3 | 1 | 1 | 68 | 21 | +47 | 10  |
| Francia      | 5 | 2 | 0 | 3 | 38 | 54 | -16 | 6   |
| Israel       | 5 | 0 | 1 | 4 | 18 | 73 | -55 | 1   |
| Croacia      | 5 | 0 | 1 | 4 | 19 | 90 | -71 | 1   |

- Resultados

| Fecha | Hora  | Partido      | Partido | Partido      | Resultado |
| ----- | ----- | ------------ | ------- | ------------ | --------- |
| 14.07 | 14:00 | Países Bajos | -       | Croacia      | 21-1      |
| 14.07 | 15:30 | Israel       | -       | Italia       | 2-21      |
| 14.07 | 20:30 | Francia      | -       | Grecia       | 5-12      |
| 15.07 | 17:00 | Israel       | -       | Países Bajos | 2-20      |
| 15.07 | 18:30 | Croacia      | -       | Francia      | 6-17      |
| 15.07 | 20:30 | Italia       | -       | Grecia       | 6-7       |
| 17.07 | 17:00 | Grecia       | -       | Croacia      | 21-2      |
| 17.07 | 18:30 | Francia      | -       | Israel       | 9-5       |
| 17.07 | 20:30 | Países Bajos | -       | Italia       | 6-6       |
| 19.07 | 14:00 | Israel       | -       | Grecia       | 2-16      |
| 19.07 | 17:00 | Italia       | -       | Croacia      | 24-3      |
| 19.07 | 18:30 | Países Bajos | -       | Francia      | 20-4      |
| 21.07 | 17:00 | Israel       | -       | Croacia      | 7-7       |
| 21.07 | 18:30 | Francia      | -       | Italia       | 3-11      |
| 21.07 | 20:30 | Grecia       | -       | Países Bajos | 7-8       |

### Grupo B
| Equipo   | J | G | E | P | GF  | GC  | DG  | PTS |
| -------- | - | - | - | - | --- | --- | --- | --- |
| España   | 5 | 5 | 0 | 0 | 110 | 26  | +84 | 15  |
| Hungría  | 5 | 4 | 0 | 1 | 98  | 32  | +66 | 12  |
| Rusia    | 5 | 3 | 0 | 2 | 107 | 31  | +76 | 9   |
| Alemania | 5 | 2 | 0 | 3 | 29  | 97  | -68 | 6   |
| Serbia   | 5 | 1 | 0 | 4 | 27  | 91  | -64 | 3   |
| Turquía  | 5 | 0 | 0 | 5 | 26  | 120 | -94 | 0   |

- Resultados

| Fecha | Hora  | Partido  | Partido | Partido  | Resultado |
| ----- | ----- | -------- | ------- | -------- | --------- |
| 14.07 | 17:00 | Rusia    | -       | Turquía  | 35-4      |
| 14.07 | 18:30 | Serbia   | -       | Alemania | 8-9       |
| 14.07 | 22:15 | Hungría  | -       | España   | 9-13      |
| 15.07 | 14:00 | Turquía  | -       | Hungría  | 5-32      |
| 15.07 | 15:30 | Serbia   | -       | Rusia    | 2-27      |
| 15.07 | 22:00 | Alemania | -       | España   | 2-27      |
| 17.07 | 14:00 | Rusia    | -       | Alemania | 27-5      |
| 17.07 | 15:30 | Hungría  | -       | Serbia   | 23-6      |
| 17.07 | 22:00 | España   | -       | Turquía  | 32-2      |
| 19.07 | 15:30 | Alemania | -       | Turquía  | 12-9      |
| 19.07 | 20:30 | Rusia    | -       | Hungría  | 7-8       |
| 19.07 | 22:00 | Serbia   | -       | España   | 2-26      |
| 21.07 | 14:00 | Serbia   | -       | Turquía  | 9-6       |
| 21.07 | 15:30 | Hungría  | -       | Alemania | 26-1      |
| 21.07 | 22:00 | España   | -       | Rusia    | 12-11     |

## Fase final
- Todos los partidos en la hora local de España (UTC+2).

|  | Cuartos de final | Cuartos de final |         |              | Semifinales | Semifinales |         |              | Final        | Final |  |
|  |                  |                  |         |              |             |             |         |              |              |       |  |
|  |                  |                  |         |              |             |             |         |              |              |       |  |
|  | Países Bajos     | 22               |         |              |             |             |         |              |              |       |  |
|  | Países Bajos     | 22               |         |              |             |             |         |              |              |       |  |
|  | Alemania         | 2                |         |              |             |             |         |              |              |       |  |
|  | Alemania         | 2                |         | Países Bajos | 8           |             |         |              |              |       |  |
|  |                  |                  |         | Países Bajos | 8           |             |         |              |              |       |  |
|  |                  |                  | Hungría | 7            |             |             |         |              |              |       |  |
|  | Italia           | 9                | Hungría | 7            |             |             |         |              |              |       |  |
|  | Italia           | 9                |         |              |             |             |         |              |              |       |  |
|  | Hungría          | 10               |         |              |             |             |         |              |              |       |  |
|  | Hungría          | 10               |         |              |             |             |         | Países Bajos | 6            |       |  |
|  |                  |                  |         |              |             |             |         | Países Bajos | 6            |       |  |
|  |                  |                  | Grecia  | 4            |             |             |         |              |              |       |  |
|  | Grecia           | 11               | Grecia  | 4            |             |             |         |              |              |       |  |
|  | Grecia           | 11               |         |              |             |             |         |              |              |       |  |
|  | Rusia            | 10               |         |              |             |             |         |              |              |       |  |
|  | Rusia            | 10               |         | Grecia       | 11          |             |         | Tercer lugar | Tercer lugar |       |  |
|  |                  |                  |         | Grecia       | 11          |             |         | Tercer lugar | Tercer lugar |       |  |
|  |                  |                  | España  | 9            |             |             |         |              |              |       |  |
|  | Francia          | 5                | España  | 9            |             |             | Hungría | 6            |              |       |  |
|  | Francia          | 5                |         |              |             |             | Hungría | 6            |              |       |  |
|  | España           | 14               |         |              |             |             |         |              | España       | 12    |  |
|  | España           | 14               |         |              |             |             |         |              | España       | 12    |  |
|  |                  |                  |         |              |             |             |         |              |              |       |  |

### Cuartos de final
| Fecha | Hora  | Partido      | Partido | Partido  | Resultado |
| ----- | ----- | ------------ | ------- | -------- | --------- |
| 23.07 | 17:00 | Grecia       | -       | Rusia    | 11-10 (P) |
| 23.07 | 18:30 | Italia       | -       | Hungría  | 9-10      |
| 23.07 | 20:30 | Países Bajos | -       | Alemania | 22-2      |
| 23.07 | 22:00 | Francia      | -       | España   | 5-14      |

### Semifinales
| Fecha | Hora  | Partido      | Partido | Partido | Resultado |
| ----- | ----- | ------------ | ------- | ------- | --------- |
| 25.07 | 17:00 | Países Bajos | -       | Hungría | 8-7       |
| 25.07 | 18:30 | Grecia       | -       | España  | 11-9      |

### Tercer lugar
| Fecha | Hora  | Partido | Partido | Partido | Resultado |
| ----- | ----- | ------- | ------- | ------- | --------- |
| 27.07 | 20:30 | Hungría | -       | España  | 6-12      |

### Final
| Fecha | Hora  | Partido      | Partido | Partido | Resultado |
| ----- | ----- | ------------ | ------- | ------- | --------- |
| 27.07 | 22:15 | Países Bajos | -       | Grecia  | 6-4       |

### Partidos de clasificación
Undécimo lugar
| Fecha | Hora  | Partido | Partido | Partido | Resultado |
| ----- | ----- | ------- | ------- | ------- | --------- |
| 23.07 | 13:30 | Croacia | -       | Turquía | 11-6      |

Noveno lugar
| Fecha | Hora  | Partido | Partido | Partido | Resultado |
| ----- | ----- | ------- | ------- | ------- | --------- |
| 23.07 | 15:00 | Israel  | -       | Serbia  | 5-6 (P)   |

- Puestos 5.º a 8.º

| Fecha | Hora  | Partido  | Partido | Partido | Resultado |
| ----- | ----- | -------- | ------- | ------- | --------- |
| 25.07 | 13:15 | Alemania | -       | Italia  | 2-17      |
| 25.07 | 14:45 | Rusia    | -       | Francia | 13-10     |

Séptimo lugar
| Fecha | Hora  | Partido  | Partido | Partido | Resultado |
| ----- | ----- | -------- | ------- | ------- | --------- |
| 27.07 | 16:45 | Alemania | -       | Francia | 5-13      |

Quinto lugar
| Fecha | Hora  | Partido | Partido | Partido | Resultado |
| ----- | ----- | ------- | ------- | ------- | --------- |
| 27.07 | 18:15 | Italia  | -       | Rusia   | 8-14      |

## Medallero
| Países Bajos | Grecia | España |
| Laura Aarts Dagmar Genee Kitty-Lynn Joustra Ilse Koolhaas Maud Megens Bente Rogge Vivian Sevenich Brigitte Sleeking Nomi Stomphorst Catharina van der Sloot Rozanne Voorvelt Debby Willemsz Iris Wolves | Alexandra Asimaki Álkisti Avramidu Jrysula Diamantopulu Vasilikí Diamantopulu Nikoleta Eleftheriadu Ioanna Jydirioti María Patra Elefthería Plevritu Margarita Plevritu Elisávet Protopapás Ioanna Stamatopulu Jristina Tsukala Eleni Xenaki | Marta Bach Pascual Anna Espar Llaquet Clara Espar Llaquet Laura Ester Ramos Judith Forca Ariza Maica García Godoy Anna Gual Rovirosa Paula Leitón Arrones Helena Lloret Gómez Beatriz Ortiz Muñoz Matilde Ortiz Reyes María del Pilar Peña Elena Sánchez González |
| Arno Havenga (seleccionador) | Yeoryos Morfesis (seleccionador) | Miguel Ángel Oca (seleccionador) |

Fuente:  Archivado el 21 de julio de 2018 en Wayback Machine.

## Estadísticas

### Clasificación general
| 1. Países Bajos |
| 2. Grecia       |
| 3. España       |
| 4. Hungría      |
| 5. Rusia        |
| 6. Italia       |
| 7. Francia      |
| 8. Alemania     |
| 9. Serbia       |
| 10. Israel      |
| 11. Croacia     |
| 12. Turquía     |

### Máximas goleadoras
| N.º | Nombre                  | Selección    | Goles | Tiros | %      | Partidos jugados |
| --- | ----------------------- | ------------ | ----- | ----- | ------ | ---------------- |
| 1   | Beatriz Ortiz Muñoz     | España       | 25    | 48    | 52,1 % | 8                |
| 2   | Yekaterina Prokofieva   | Rusia        | 23    | 46    | 50,0 % | 8                |
| 3   | Rita Keszthelyi         | Hungría      | 22    | 47    | 46,8 % | 8                |
| 3   | Anastasiya Simanovich   | Rusia        | 22    | 38    | 57,9 % | 8                |
| 5   | Arianna Garibotti       | Italia       | 21    | 43    | 48,8 % | 8                |
| 5   | Maud Megens             | Países Bajos | 21    | 52    | 40,4 % | 8                |
| 7   | Maica García Godoy      | España       | 20    | 27    | 74,1 % | 8                |
| 7   | Catharina van der Sloot | Países Bajos | 20    | 49    | 40,8 % | 8                |
| 9   | Alexandra Asimaki       | Grecia       | 18    | 36    | 50,0 % | 8                |
| 9   | Aliona Serzhantova      | Rusia        | 18    | 24    | 75,0 % | 8                |

Fuente: 